# Дріблінг через кордон
Дріблінг через кордон. Польсько-український Євро 2012 – польсько-українська антологія есеїстики за редакцією Моніки Шнайдерман та Сергія Жадана з фотографіями Кирила Головченка. Українські тексти переклав Міхал Петрик. Опубліковано Wydawnictwo Czarne у 2012 році.

## Зміст
Збірка складається з восьми нарисів про Євро-2012 таких авторів:
- Serhij Żadan - Ludzie, którzy grają w piłkę / Przedmowa,
- Paweł Huelle - Pan Janek / Gdańsk,
- Marek Bieńczyk - Ostatni karny / Warszawa,
- Natasza Goerke - Piłka nożna, a sprawa polska (unplugged) / Poznań,
- Piotr Siemion - S-L-A-S-K / Wrocław,
- Natalia Śniadanko - Karpaty znów przegrały w piłkę / Lwów,
- Jurij Andruchowycz - Gra z liczbami losowymi / Kijów,
- Ołeksandr Uszkałow - Fabryka futbolu / Charków,
- Serhij Żadan - Czarne złoto nadziei / Donieck.

Індивідуальні нариси – це виклад спортивної історії чи футбольних епізодів, пов’язаних із містами-господарями чемпіонату, спроба коротко окреслити їх особу, а також згадування цікавих фактів, пов’язаних з організацією турніру, будівництвом стадіонів чи інфраструктури. Він також описує сучасну природу фанатських кіл в окремих мегаполісах (переважно ультрас), їхні симпатії та неприязнь, специфічну мову та лексику, яка використовується, наприклад, для опису вболівальників змагальних команд. Нариси містять історії відомих футболістів і тренерів, пов’язаних із національними збірними й окремими клубами, а також політиків і олігархів, таких як Олег Блохін, Валерій Лобановський, Олег Базилович і Рінат Ахметов.

## Дивіться також
- дриблінг (футбол)

## Зовнішні посилання
- Ми любимо читати - доступ 21/06/2014